# Czatoża
Czatoża (Zawoja – Czatoża) – przysiółek wsi Zawoja w Polsce, położony w województwie małopolskim, w powiecie suskim, w gminie Zawoja, w dolinie potoku Jałowiec, zwanego też Czatożanką  Stare nazwy przysiółka to: Ciatoża i Dzika Dziura. Wchodzi w skład sołectwa Zawoja Górna.
W latach 1975–1998 przysiółek administracyjnie należał do województwa bielskiego.

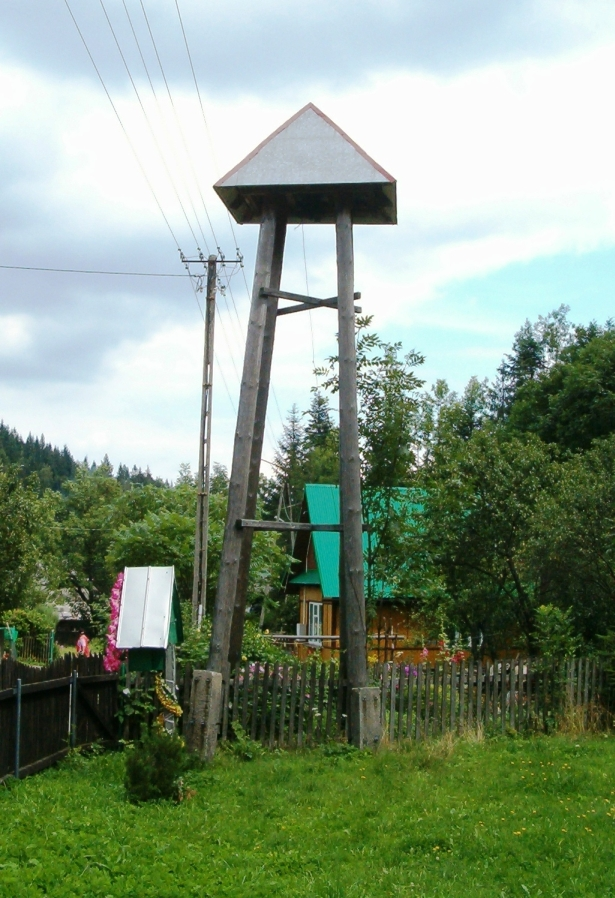
Dzwonnica Loretańska w Zawoi Czatoży

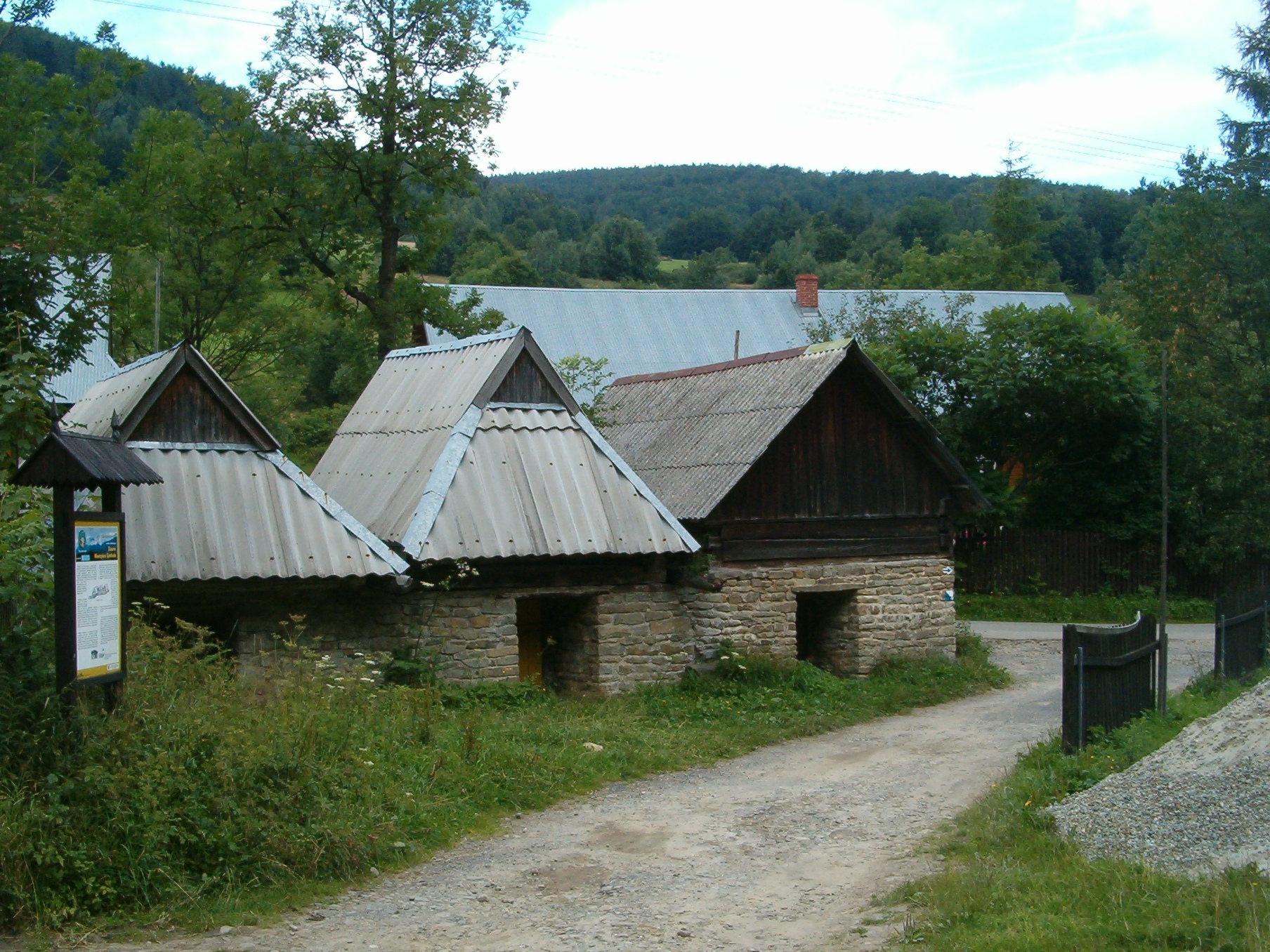
Trzy piwniczki w Zawoi Czatoży

## Atrakcje turystyczne
- Stacja narciarska Czatoża z trzema wyciągami orczykowymi (dwa długości 410 metrów, jeden długości 150 metrów);

- Dzwonnica Loretańska – jeden z symboli Zawoi, charakterystyczny element krajobrazu Beskidów Zachodnich, według wierzeń górali, dźwięk dzwonu chronił od szkód wywoływanych przez burze; dzwoniono również ostrzegając przed pożarem[7]. Dzwonnica ma konstrukcję słupową, z niewielkim daszkiem ochraniającym mały dzwonek z przymocowaną liną (wprawiającą w ruch). Codziennie o godzinie 12, dzwonniczka odzywa się, dzwoniąc na Anioł Pański;

- Trzy piwniczki – kolejny symbol Zawoi, również charakterystyczny element krajobrazu okolic Babiej Góry; niegdyś obecne w każdym gospodarstwie jako magazyn do przechowywania płodów rolnych (ziemniaków buraków i innych warzyw); ściany wykonywane z kamiennych głazów; piwniczki zagłębiano w zbocza niewielkich wzniesień (ziemia stanowiła dodatkową warstwę izolacyjną); piwniczki zachowane w Czatoży są fragmentem całej ulicy tego typu magazynów;

- Szlaki turystyczne w Zawoi – Czatoży:

 – na Przełęcz Krowiarki przez Ośrodek Edukacyjny Babiogórskiego Parku Narodowego i Policzne;
 – na Babią Górę przez Markowe Szczawiny;
Przez Czatożę przebiegają również niektóre Ścieżki edukacyjne Babiogórskiego Parku Narodowego;

## Ciekawostka
Zanim Czatożę zabudowano, była ona halą. Zbójnicy ugotowali tutaj podobno w żentycy bacę, który jakoby ukrywał przed nimi ser.

## Znane osoby
W Czatoży żył na przełomie XIX i XX w. i zmarł Wawrzyniec Szkolnik – przewodnik babiogórski i gawędziarz.